# Gregorio de Falco
Gregorio de Falco (Napoli, 8 marzo 1965) è un militare e politico italiano, noto per aver coordinato le operazioni di ricerca e soccorso del naufragio della Costa Concordia. Da giugno 2023 è Capo del Reparto Operativo della Direzione Marittima di Napoli.

## Biografia
Nato a Napoli nel 1965 e trasferitosi a Milano in giovane età, consegue la laurea in giurisprudenza all'Università degli Studi di Milano. Nel 1994 vince il concorso per entrare nel Corpo delle Capitanerie di Porto a Livorno e frequenta i nove mesi di corso all'interno dell'Accademia navale. Nel 1995, dopo alcuni periodi di imbarco, riceve la prima destinazione di servizio e i primi incarichi a Mazara del Vallo. Nel 2000 viene trasferito presso la Capitaneria di Porto di Genova.
Con il grado di tenente di vascello, gli viene assegnato il Comando a Santa Margherita Ligure, dove rimane dal 2003 al 2005 nel ruolo di comandante dell'Ufficio circondariale marittimo, la cui circoscrizione si estende da San Fruttuoso sino a Deiva Marina e comprende Portofino, Santa Margherita Ligure, Rapallo, Zoagli, Chiavari, Lavagna, Sestri Levante e Riva Trigoso. Nel settembre 2005 viene trasferito presso la Capitaneria di porto di Livorno ed impiegato prevalentemente in incarichi di carattere tecnico e operativo.
Nel settembre 2014 viene trasferito alla Direzione Marittima di Livorno, con le mansioni di capo ufficio studi e relazioni esterne; l'ufficiale presenta ricorso al TAR contro tale provvedimento del Comando generale, considerandolo illegittimo e persecutorio nei suoi confronti, ma il ricorso, per motivi formali e di rito, viene dichiarato inammissibile. In seguito, ha prestato servizio presso il comando logistico della Marina Militare (MARICOMLOG) dislocato a Nisida.

### Ruolo nei soccorsi della Costa Concordia
Il 13 gennaio 2012 la grande nave da crociera Costa Concordia, di proprietà della compagnia di navigazione Costa Crociere e comandata da Francesco Schettino, impatta contro uno degli scogli delle Scole, nelle acque di fronte all'isola del Giglio, riportando l'apertura di una falla lunga circa 35 metri sul lato di sinistra; l'impatto provoca la brusca interruzione della navigazione, un forte sbandamento e il conseguente incaglio sul gradino roccioso del fondale di Punta Gabbianara, a nord di Giglio Porto, seguito dalla parziale sommersione della nave. Il naufragio causa 32 vittime e 110 feriti.
De Falco a quel tempo aveva il ruolo di capo della sezione operativa della Capitaneria di porto di Livorno, che ha responsabilità per quanto riguarda le acque marittime del tratto di costa compreso tra la zona a sud di Livorno e l'isola d'Elba. Il soccorso marittimo, per entità, per le diverse nazionalità coinvolte, per la provenienza dei mezzi di soccorso dalle tante Direzioni Marittime del Mar Tirreno e del Mar Ligure, era sotto la responsabilità del Comando generale delle Capitanerie di porto. L'8 febbraio 2018, nel corso di un'intervista alla trasmissione televisiva L'aria che tira, de Falco dichiarerà di aver preso l'iniziativa di coordinare i soccorsi nonostante l'evento fosse avvenuto in un'area non di sua competenza, motivando ciò con il fatto di «saperlo fare».
Le comunicazioni telefoniche tra de Falco e Schettino, registrate dalla Sala operativa della Guardia Costiera, furono divulgate dopo che il giornalista Aldo Grasso trovò casualmente nella sua auto una chiavetta USB contenente la famosa chiamata, forse come lui stesso dichiarò messe all'interno attraverso un finestrino lasciato aperto per far fuoriuscire l'odore di fumo. La telefonata destò immediatamente l'interesse dei media, in particolare per quanto riguarda le parti in cui il militare, in modo perentorio ma senza successo, intimava al comandante, sceso a bordo di una scialuppa, di ritornare sulla nave. 
. La rilevanza dell'accaduto e il notevole apprezzamento suscitato da esso nell'opinione pubblica spinsero il viceministro delle infrastrutture e dei trasporti Mario Ciaccia a proporre, il 18 gennaio 2012, di assegnare a de Falco l'Encomio solenne poiché "straordinario per l'impegno profuso".
(Gregorio de Falco nella telefonata al comandante Schettino durante il naufragio)
(Gregorio de Falco nella stessa telefonata)

## Impegno politico
Candidatosi al Senato della Repubblica nelle liste plurinominali del Movimento 5 Stelle, nella circoscrizione Toscana, per le elezioni politiche del 2018, viene eletto senatore.
A seguito della formazione del Governo Conte I si oppone all'adozione di alcuni provvedimenti come il decreto "Sicurezza" che vengono adottati dall'esecutivo, senza alcuna discussione, né determinazione del Gruppo parlamentare del M5S. Successivamente si oppone anche al provvedimento di condono per le case di Ischia inserito nel cosiddetto "decreto Genova". A causa di tali posizioni, in data 31 dicembre 2018 il M5S ne delibera l'espulsione dal Gruppo al Senato e dal Movimento, per "reiterate violazioni del codice etico" interno al soggetto politico. In conseguenza di tali decisioni de Falco si ritrova costretto a lasciare il gruppo parlamentare pentastellato e, non aderendo ad altri partiti politici, passa alla componente dei non iscritti nel Gruppo misto.
Nel dicembre 2019 è tra i primi firmatari della richiesta di referendum oppositivo al taglio dei parlamentari che rimette al corpo elettorale la decisione su quella riforma costituzionale approvata.
Il 24 novembre 2020, +Europa e Azione annunciano l'entrata di de Falco nel gruppo parlamentare di +Europa-Azione, avvenuta il 18 novembre, tramite un comunicato congiunto.
Il 19 gennaio 2021 dichiara pubblicamente l'intenzione di votare la fiducia al Governo Conte II, contrariamente ai parlamentari di +Europa e Azione, ma che tale fiducia andrà alimentata costantemente e sarà condizionata al rispetto tempestivo degli impegni presi in Parlamento.
Il 26 gennaio 2021 fa richiesta alla presidenza del Senato di aderire alla componente di Centro Democratico. Il giorno dopo al Senato nasce Europeisti-MAIE-Centro Democratico, gruppo di 10 parlamentari del Misto, tra cui de Falco, di diversa provenienza (MAIE, lui per il CD, Autonomie, ex M5S, ex PD, ex FI).
Il 29 marzo il gruppo si scioglie.
Non si ricandida alle elezioni politiche del 2022 in vista della XIX legislatura, dichiarando la sua intenzione di ritornare in servizio per la Guardia Costiera.

## Vita privata
È stato sposato dal 1997 al 2018 con Raffaella Iebba e ha due figlie.